# Phillip P. Keene
Pour les articles homonymes, voir Keene.
Phillip P. Keene, né le  5 septembre 1966  à Los Angeles,  est un acteur américain.

## Filmographie
- 2002 : Role of a Lifetime : le barman
- 2004 : The D.A. : le reporter (épisode "The People vs. Sergius Kovinsky")
- 2010 : NCIS saison 8 épisode 2 : un stagiaire
- 2005-2012 : The Closer : L.A. enquêtes prioritaires (The Closer) : Francis Buzz Watson
- 2012-2018 : Major Crimes : Francis Buzz Watson
- 2018 :   Le Secret du Phare : Richard